# São Paulo Open Tennis 2021 - Doppio
Il doppio del torneo di tennis professionistico São Paulo Open Tennis 2021, facente parte della categoria Challenger 80 nell'ambito dell'ATP Challenger Tour 2021, si è giocato dal 29 novembre al 5 dicembre a São Paulo, in Brasile.
Luis David Martínez e Felipe Meligeni Alves erano i detentori del titolo ma hanno deciso di difendere il titolo con differenti partners. Martínez ha giocato in coppia con Fernando Romboli ma sono stati eliminati in semifinale da Nicolás Barrientos e Alejandro Gómez. Meligeni Alves ha giocato in coppia con Rafael Matos ma si sono ritirati prima della finale.
In finale Nicolás Barrientos e Alejandro Gómez si sono aggiudicati il titolo per walkover su Rafael Matos e Felipe Meligeni Alves.

## Teste di serie
1. Rafael Matos /  Felipe Meligeni Alves (finale, ritirati)
2. Luis David Martínez /  Fernando Romboli (semifinale)

1. James Cerretani /  Luca Margaroli (primo turno)
2. Nicolás Barrientos /  Alejandro Gómez (campioni)

## Wildcard
1. Mateus Alves /  Gustavo Heide (primo turno)
2. Daniel Dutra da Silva /  Pedro Sakamoto (quarti di finale)

1. José Pereira /  Gabriel Roveri Sidney (primo turno)

## Ranking protetto
1. Juan Pablo Ficovich /  Matías Zukas (quarti di finale)

## Alternate
1. Luciano Darderi /  Johan Nikles (primo turno)

1. Facundo Juárez /  Gonzalo Villanueva (quarti di finale)

## Tabellone

### Legenda
| - Q = Qualificato - WC = Wild card - LL = Lucky loser | - ALT = Alternate - SE = Special Exempt - PR = Protected Ranking | - w/o = Walkover - r = Ritirato - d = Squalificato |

|  | Primo turno | Primo turno                  | Primo turno               | Primo turno | Primo turno |  |  | Quarti di finale | Quarti di finale            | Quarti di finale            | Quarti di finale      | Quarti di finale      |   |   | Semifinali | Semifinali                         | Semifinali                         | Semifinali                         | Semifinali                         |                                    |     | Finale | Finale | Finale | Finale | Finale |  |
|  |             |                              |                           |             |             |  |  |                  |                             |                             |                       |                       |   |   |            |                                    |                                    |                                    |                                    |                                    |     |        |        |        |        |        |  |
|  | 1           | R Matos F Meligeni Alves     | R Matos F Meligeni Alves  | 6           | 6           |  |  |                  |                             |                             |                       |                       |   |   |            |                                    |                                    |                                    |                                    |                                    |     |        |        |        |        |        |  |
|  |             | R Cid Subervi A Collarini    | R Cid Subervi A Collarini | 4           | 2           |  |  | 1                | R Matos F Meligeni Alves    | R Matos F Meligeni Alves    | 6                     | 6                     |   |   |            |                                    |                                    |                                    |                                    |                                    |     |        |        |        |        |        |  |
|  | WC          | M Alves G Heide              | 3                         | 78          | [6]         |  |  |                  | O Luz I Marcondes           | O Luz I Marcondes           | 3                     | 2                     |   |   |            |                                    |                                    |                                    |                                    |                                    |     |        |        |        |        |        |  |
|  |             | O Luz I Marcondes            | 6                         | 6           | [10]        |  |  |                  |                             |                             |                       |                       |   |   | 1          | R Matos F Meligeni Alves           | R Matos F Meligeni Alves           | 6                                  | 6                                  |                                    |     |        |        |        |        |        |  |
|  | 3           | J Cerretani L Margaroli      | J Cerretani L Margaroli   | 5           | 3           |  |  |                  |                             |                             | P Cachin M Cuevas     | P Cachin M Cuevas     | 2 | 4 |            |                                    |                                    |                                    |                                    |                                    |     |        |        |        |        |        |  |
|  |             | P Cachin M Cuevas            | P Cachin M Cuevas         | 7           | 6           |  |  |                  | P Cachin M Cuevas           | P Cachin M Cuevas           | 7                     | 6                     |   |   |            |                                    |                                    |                                    |                                    |                                    |     |        |        |        |        |        |  |
|  | WC          | D Dutra da Silva P Sakamoto  | 4                         | 6           | [10]        |  |  | WC               | D Dutra da Silva P Sakamoto | D Dutra da Silva P Sakamoto | 63                    | 2                     |   |   |            |                                    |                                    |                                    |                                    |                                    |     |        |        |        |        |        |  |
|  |             | A González T Seyboth Wild    | 6                         | 3           | [5]         |  |  |                  |                             |                             |                       |                       |   |   | 1          | Rafael Matos Felipe Meligeni Alves | Rafael Matos Felipe Meligeni Alves | Rafael Matos Felipe Meligeni Alves |                                    |                                    |     |        |        |        |        |        |  |
|  | PR          | JP Ficovich M Zukas          | 712                       | 3           | [10]        |  |  |                  |                             |                             |                       |                       |   |   |            |                                    | 4                                  | Nicolás Barrientos Alejandro Gómez | Nicolás Barrientos Alejandro Gómez | Nicolás Barrientos Alejandro Gómez | w/o |        |        |        |        |        |  |
|  |             | T Lipovšek Puches JI Londero | 610                       | 6           | [3]         |  |  | PR               | JP Ficovich M Zukas         | JP Ficovich M Zukas         | 4                     | 63                    |   |   |            |                                    |                                    |                                    |                                    |                                    |     |        |        |        |        |        |  |
|  |             | M Vervoort F Zeballos        | 7                         | 4           | [3]         |  |  | 4                | N Barrientos A Gómez        | N Barrientos A Gómez        | 6                     | 7                     |   |   |            |                                    |                                    |                                    |                                    |                                    |     |        |        |        |        |        |  |
|  | 4           | N Barrientos A Gómez         | 65                        | 6           | [10]        |  |  |                  |                             |                             |                       |                       |   |   | 4          | N Barrientos A Gómez               | N Barrientos A Gómez               | 6                                  | 7                                  |                                    |     |        |        |        |        |        |  |
|  | Alt         | L Darderi J Nikles           | 6                         | 1           | [10]        |  |  |                  |                             | 2                           | LD Martínez F Romboli | LD Martínez F Romboli | 4 | 5 |            |                                    |                                    |                                    |                                    |                                    |     |        |        |        |        |        |  |
|  | Alt         | F Juárez G Villanueva        | 2                         | 6           | [12]        |  |  | Alt              | F Juárez G Villanueva       | F Juárez G Villanueva       | 4                     | 64                    |   |   |            |                                    |                                    |                                    |                                    |                                    |     |        |        |        |        |        |  |
|  | WC          | J Pereira G Roveri Sidney    | J Pereira G Roveri Sidney | 1           | 6           |  |  | 2                | LD Martínez F Romboli       | LD Martínez F Romboli       | 6                     | 7                     |   |   |            |                                    |                                    |                                    |                                    |                                    |     |        |        |        |        |        |  |
|  | 2           | LD Martínez F Romboli        | LD Martínez F Romboli     | 6           | 78          |  |  |                  |                             |                             |                       |                       |   |   |            |                                    |                                    |                                    |                                    |                                    |     |        |        |        |        |        |  |